# Miejsce Piastowe

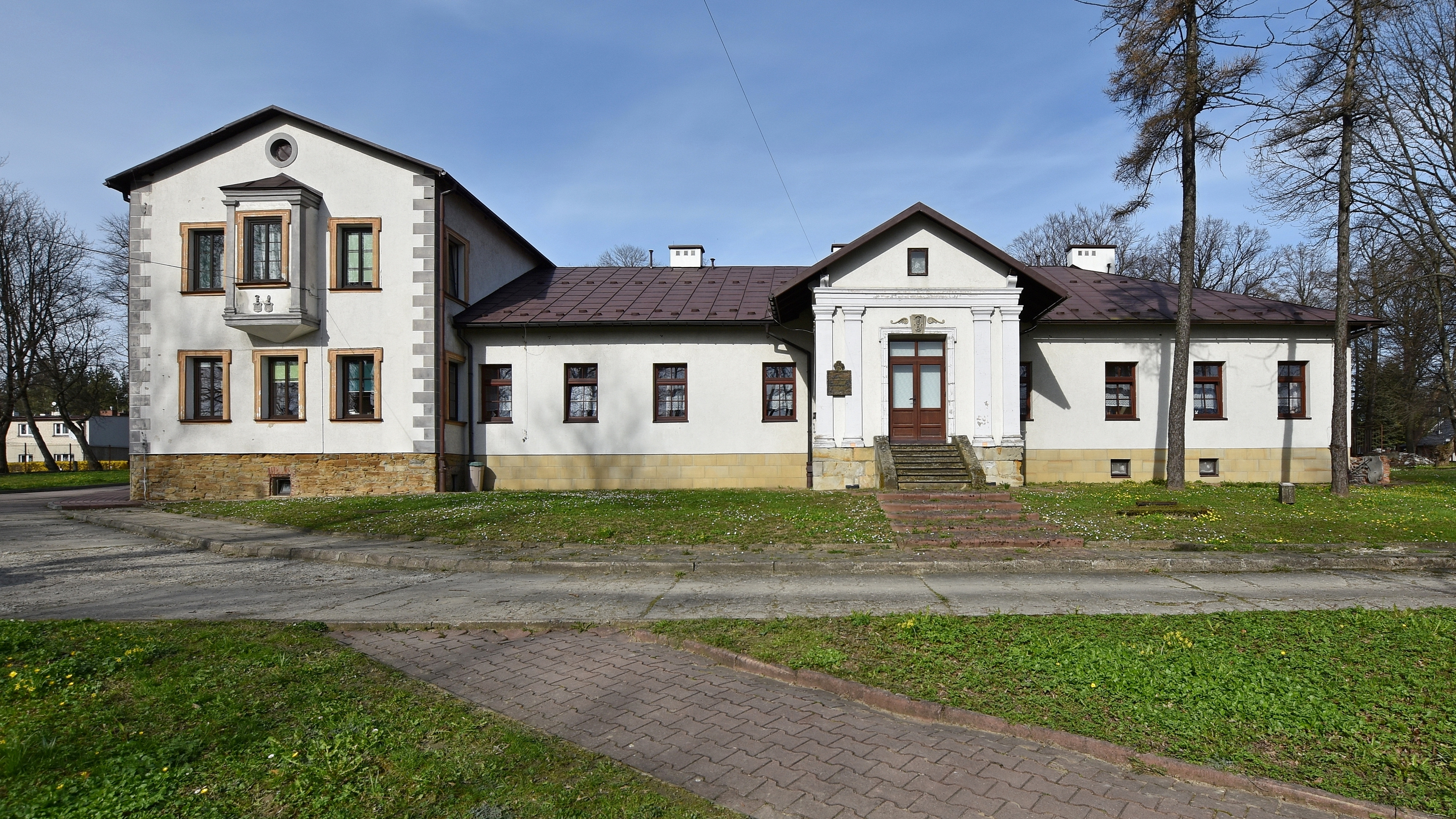
Zabytkowy dwór

Miejsce Piastowe (do 1895 Miejsce) – wieś w Polsce położona w województwie podkarpackim, w powiecie krośnieńskim, w gminie Miejsce Piastowe.
W latach 1954–1972 wieś należała i była siedzibą władz gromady Miejsce Piastowe. W latach 1975–1998 miejscowość położona była w województwie krośnieńskim. Miejsce Piastowe wchodzi w skład  Miejskiego Obszaru Funkcjonalnego miasta Krosna.
Miejscowość jest siedzibą gminy Miejsce Piastowe oraz rzymskokatolickiego dekanatu Miejsce Piastowe w archidiecezji przemyskiej.

## Położenie
Miejsce Piastowe położone jest 5 km na południe od Krosna, na wzgórzu (310 m n.p.m.) i u jego podnóża. Przez zachodnią część osady płynie rzeka Lubatówka, do której wpływa od wschodu Iwonka. W centrum (rondo) krzyżują się ważne szlaki komunikacyjno-handlowe. Z zachodu, od Nowego Sącza, Krakowa, Jasła przez Krosno, wiedzie droga do Sanoka (DK28) i dalej w Bieszczady a na wschód do Przemyśla do granicy Polski z Ukrainą. I z północy od Rzeszowa na południe droga międzynarodowa E371 (DK19) do granicy ze Słowacją. Wieś jest nowoczesna i dobrze skomunikowana. 

## Części wsi
| SIMC    | Nazwa     | Rodzaj    |
| ------- | --------- | --------- |
| 0356547 | Jaćmierz  | część wsi |
| 0356553 | Krawcówka | część wsi |
| 0356560 | Łysa Góra | część wsi |
| 0356576 | Niebylec  | część wsi |
| 0356582 | Ogrojec   | część wsi |
| 0356599 | Pasieka   | część wsi |
| 0356607 | Rajsy     | część wsi |

## Historia
Ślady człowieka na tych terenach sięgają okresu paleolitu i neolitu, czego dowodem są liczne znaleziska i wykopaliska. Były tu także wpływy rzymskie. W VIII w. ziemie te zamieszkiwało plemię Lędzian. Pierwsza wzmianka o już wówczas istniejącej miejscowości „Mesczce” (Mieśćce) pochodzi z 1358 r., gdy król Kazimierz Wielki nadał miejscowości Rogy (Rogi) akt lokacyjny według prawa niemieckiego i wójtostwo w Rogach Piotrowi z Kołaczyc: „W tejże wiosce Rogy dajemy wyżej wzmiankowanemu Piotrowi sołtysowi nad wymienioną rzeczką Lubatową po obu jej stronach, zaczynając od „Meszcza” w górę 110 łanów frankońskich naprawie magdeburskim w pełne władanie”. Nazwa jest etymologicznie związane ze znaczeniem słowa miasto, a rolę miasta ta stara osada miała utracić na rzecz Krosna.
Nazwa wsi „Meszcze” na przestrzeni wieków ulegała zmianie. Za Jagiellonów zmieniła się na „Meszcze”, a od rozbiorów „Miejsce”. Przymiotnik „Piastowe” otrzymało Miejsce na wniosek ks. Markiewicza na Sejmie Galicyjskim w 1897 roku. Jest to synonim wyrazów wychowanie – piastowanie oraz nawiązujące do Piastów. Tu bowiem w 1892 proboszcz ks. Bronisław Markiewicz założył zakład wychowawczy i szkołę dla sierot prowadzone przez Zgromadzenie Świętego Michała Archanioła. W dniu 29 września 2007 r. kościół na Górce został ustanowiony jako Sanktuarium św. Michała Archanioła i bł. ks. Bronisława Markiewicza.
Od 1423 roku do połowy XV wieku Miejsce było we władaniu Jana Grzymały z Pieczeniegów, burgrabiego krakowskiego i podkomorzego sanockiego. W 1427 roku wiódł on spór sądowy z dziedzicami Iwonicza – Boczkiem i Benaszem o łąkę Corslag, zakończony arbitrażem. W latach 1474–1475 miał miejsce najazd wojsk węgierskich, w czerwcu 1624 r. przeszły przez Miejsce hordy tatarskie, biorąc w niewolę licznych mieszkańców. W czasie najazdu Rakoczego w 1657 r. została spalona plebania i część wsi. 

### Udział mieszkańców Miejsca w powstaniach
Stanisław Trzeciecki – konfederat barski rozpoczął działalność swojego rodu w Miejscu i w Dynowie. W latach 1768–1772 przy dworze Trzecieskich toczono obronne walki przeciw zaborcom. W dniu 6 kwietnia 1769 r. na polach między Miejscem a Rogami doszło do  bitwy konfederatów barskich z wojskami rosyjskimi, w której został ranny gen. Kazimierz Pułaski. Poległych konfederatów pochowano w zbiorowych mogiłach na terenie Rogów i Miejsca. Na mogile powstańców, obok dworu, przy trasie do Wrocanki postawiono kapliczkę. Stanisław Trzecieski s. Andrzeja posiadał Dynów, Igiozę, Łubno i Miejsce Piastowe.
Miał 2 synów: Jakuba, który odziedziczył Dynów, Igiozê i Łubno i Jana, który odziedziczył Miejsce Piastowe. Franciszek Trzecieski (1807-1875), starszy syn wraz z innymi z Miejsca w roku 1831 odbył kampanię w powstaniu listopadowym w korpusie gen. Girolamo Ramorino, odbierając z jego rąk złoty Krzyż Virtuti Militari po bitwie pod Drobinką; propagował zniesienie pańszczyzny, podniesienie poziomu oświaty wśród najuboższych. Jego synem był Tytus. W 1846 Tytus Trzecieski (1811–1878) – dziedzic Miejsca Piastowego i Polanki, Bóbrki, przygotowywali wraz z Ignacym Łukasiewiczem i Wincentym Polem udział w powstaniu krakowskim, jednak na dwór w Polance napadli namówieni przez zaborców chłopi i dotkliwie pobili poetę oraz gospodarza, co wpłynęło na powstrzymanie się od dalszych przygotowań powstańczych. Jednak Trzeciescy nie tylko wspierali powstanie w 1863 r., ale brali w nim udział. Kazimierz Riedl, który w latach 1832-1862 był zarządcą majątku Trzecieskich tak jak i jego syn; pamiętnikarz – Feliks Wiktor Riedl brał udział w powstaniach. Miała tu też większą posiadłość Maria Krasińska z Trzecieskich, która też wspierała wszelkie zrywy patriotyczne. W połowie XIX wieku właścicielką posiadłości tabularnej w Miejscu była Marcella Trzecieska.

### Rozwój Miejsca dzięki bł. ks.Bronisławowi Markiewiczowi
Po wielu staraniach, takich osobistości jak np.: ks. dr Stanisław Spis – profesor Uniwersytetu Jagiellońskiego, hrabina Anna Działyńska-Potocka, ks. bp ordynariusz przemyski Łukasz Solecki, książę August Czartoryski oraz Jan Trzecieski – ziemianin, poseł do Sejmu Galicyjskiego, kolator parafii Miejsce. 20 marca 1892 r., po załatwieniu formalności między generałem zgromadzenia a kurią w Przemyślu i otrzymaniu od Jana Trzecieskiego pieniędzy na powrót, bł. ks. Markiewicz wraca do kraju.

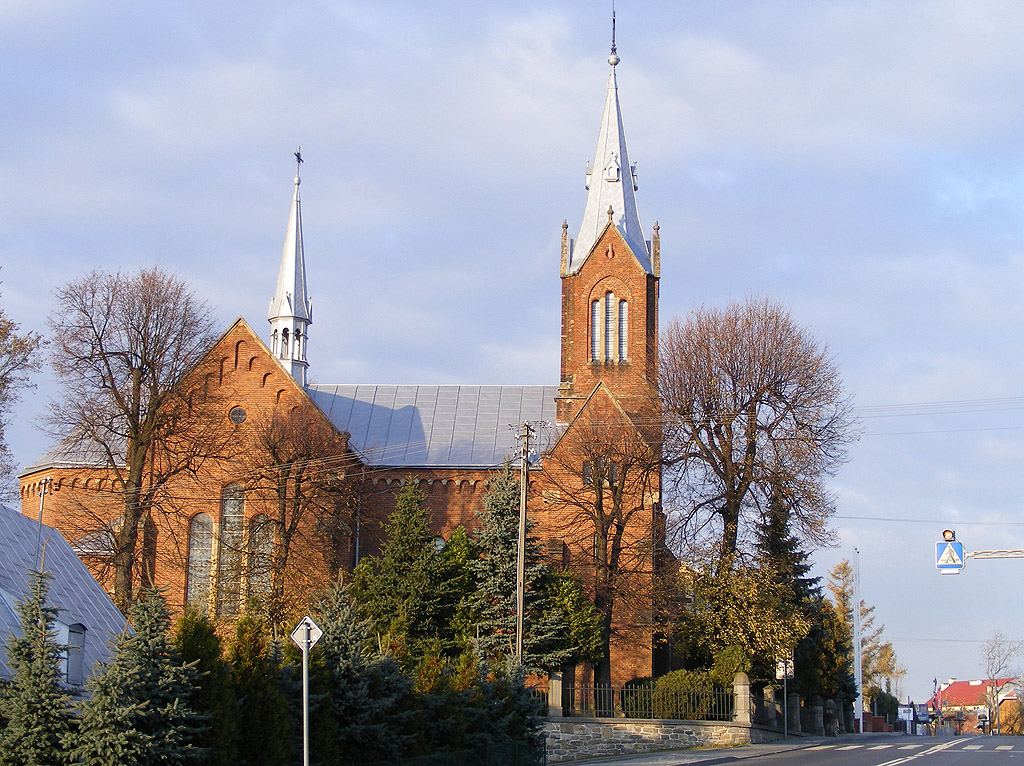
Kościół parafialny pw. Nawiedzenia NMP

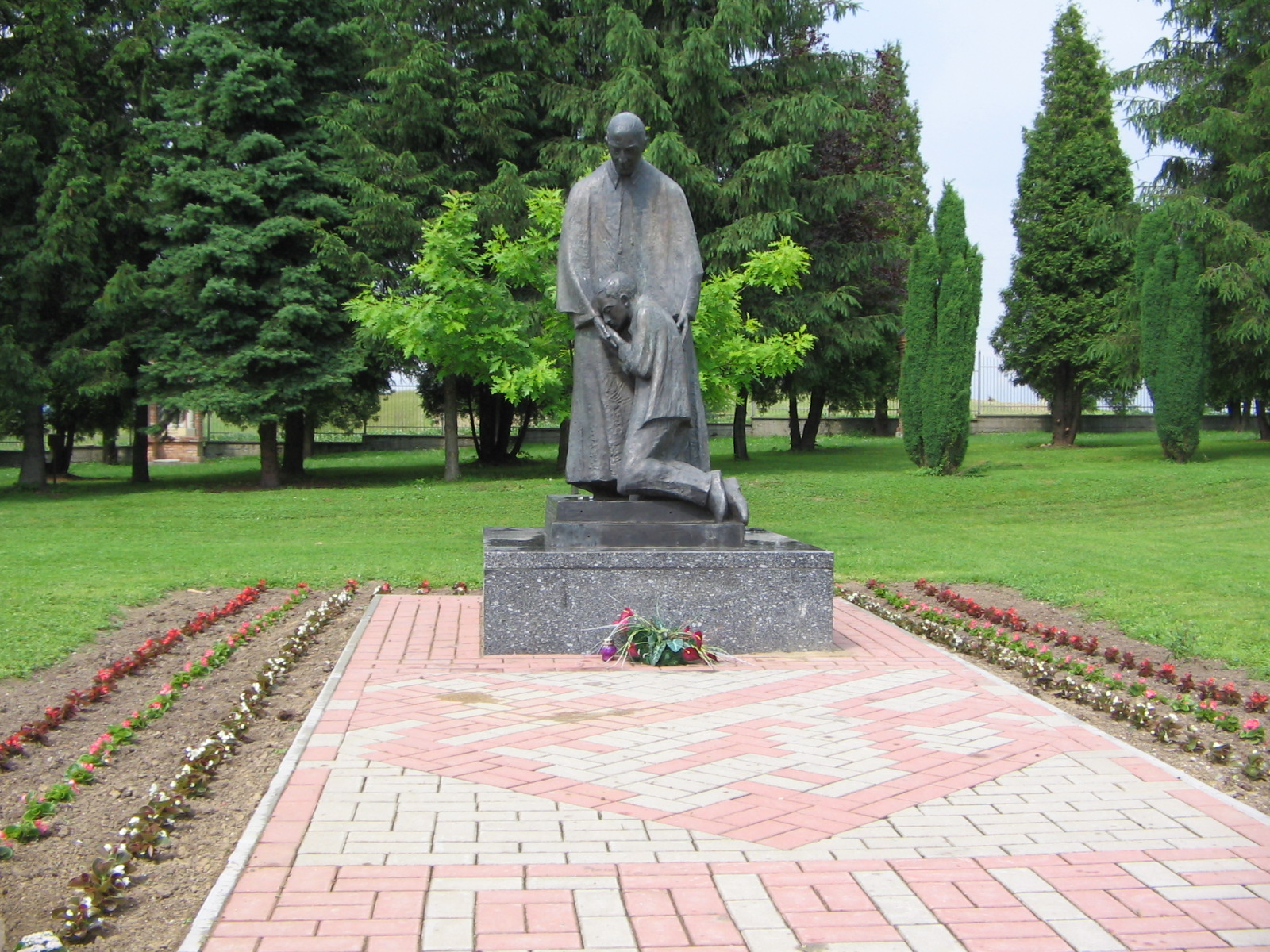
Pomnik bł. ks. Bronisława Markiewicza

Dla uspokojenia nastrojów oraz do walki z szerzącym się pijaństwem Jan Trzecieski – poseł Ziemi Sanockiej wraz z hr. Anną Potocką z Działyńskich z Rymanowa (córką powstańca listopadowego Tytusa Działyńskiego), wystąpił w 1892 r. z prośbą do bpa Łukasza Soleckiego o sprowadzenie do Miejsca bł. ks. Bronisława Markiewicza. 28 marca 1892 r. bł. ks. Markiewicz, mając już za sobą 50 lat życia pełnego poświęcenia, miłości i ubóstwa, przyjechał i założył tu Zgromadzenie Michalitów, Pod koniec 1893 r. zakłada dla biednych dzieci „Zakład ks. Bosko w Miejscu”, jesienią 1894 roku otworzył pierwsze klasy gimnazjalne, w 1897 r. dom dla 100 wychowanków, a w 1898 r. przystąpił do budowy tzw. białego domu – murowanego, dla 100 podopiecznych, założył też szkołę zawodową, wybudował klasztor i kościół, drukarnię, wydawał czasopismo Powściągliwość i Praca i dramat „Bój bezkrwawy”, gdzie napisał: „Najwyżej was Pan Bóg wyniesie, kiedy dacie światu Wielkiego Papieża”.
W 1897 r. na wniosek bł. ks. Bronisława Markiewicza Sejm Galicyjski ustalił nazwę „Miejsce Piastowe”.
W tworzeniu wspólnoty sióstr Michalitek dużą rolę odegrała Sługa Boża Anna Kaworek /1872-1936/. W 1894 r. przyjechała do Miejsca Piastowego i pomimo bardzo trudnych warunków życia, tu pozostała. W 1897 r. wraz z 5 towarzyszkami złożyła na ręce bł. ks. Markiewicza prywatne śluby czystości, ubóstwa i posłuszeństwa oraz pomagała wydawać tu czasopismo Powściągliwość i Praca oraz zajmować się sierotami.
Groźny pożar we wsi miał miejsce w sierpniu 1892 r. Wówczas cały swój dobytek straciło 57 zamożniejszych gospodarzy. Szalejące epidemie cholery w 1831 r. i 1845 r. przyczyniły się do powstania cmentarza cholerycznego, na którym pozostał kamienny krzyż.

### II wojna światowaw Miejscu Piastowym
Tradycje wydawnicze kontynuował w czasach okupacji ks. Jan Górecki, drukując tu: Redutę, Walkę o Polskę.
W 1939 r. – w październiku, w mieszkaniu ks. Jana Góreckiego w Miejscu Piastowym, por. Stanisław Pieńkowski przybyły z Warszawy, powołał Inspektorat SZP obejmujący powiaty: Sanok, Krosno, Brzozów, Jasło. Działała tu Placówka AK OP-15 Miejsce Piastowe; Pelargonia, Paulina z dowódcami oddziału; Leopold Gutwiński Biały, pchr. Jan Czuchra Kret, chor. Jan Zajdel Kres, ppor. Stanisław Habrat Polip, por. Stanisław Wenklar Wujek.
Tytus Trzecieski (1906-1967), syn Jana Trzecieskiego, w okresie II wojny światowej działacz organizacji konspiracyjnej ziemian "Uprawa", w miejscu Piastowym sporządzał dla AK fałszywe dowody i formularze metryk, przygotowywał akcje zbrojne, zaopatrywał oddziały partyzanckie w żywność i lekarstwa.

### Czasy współczesne

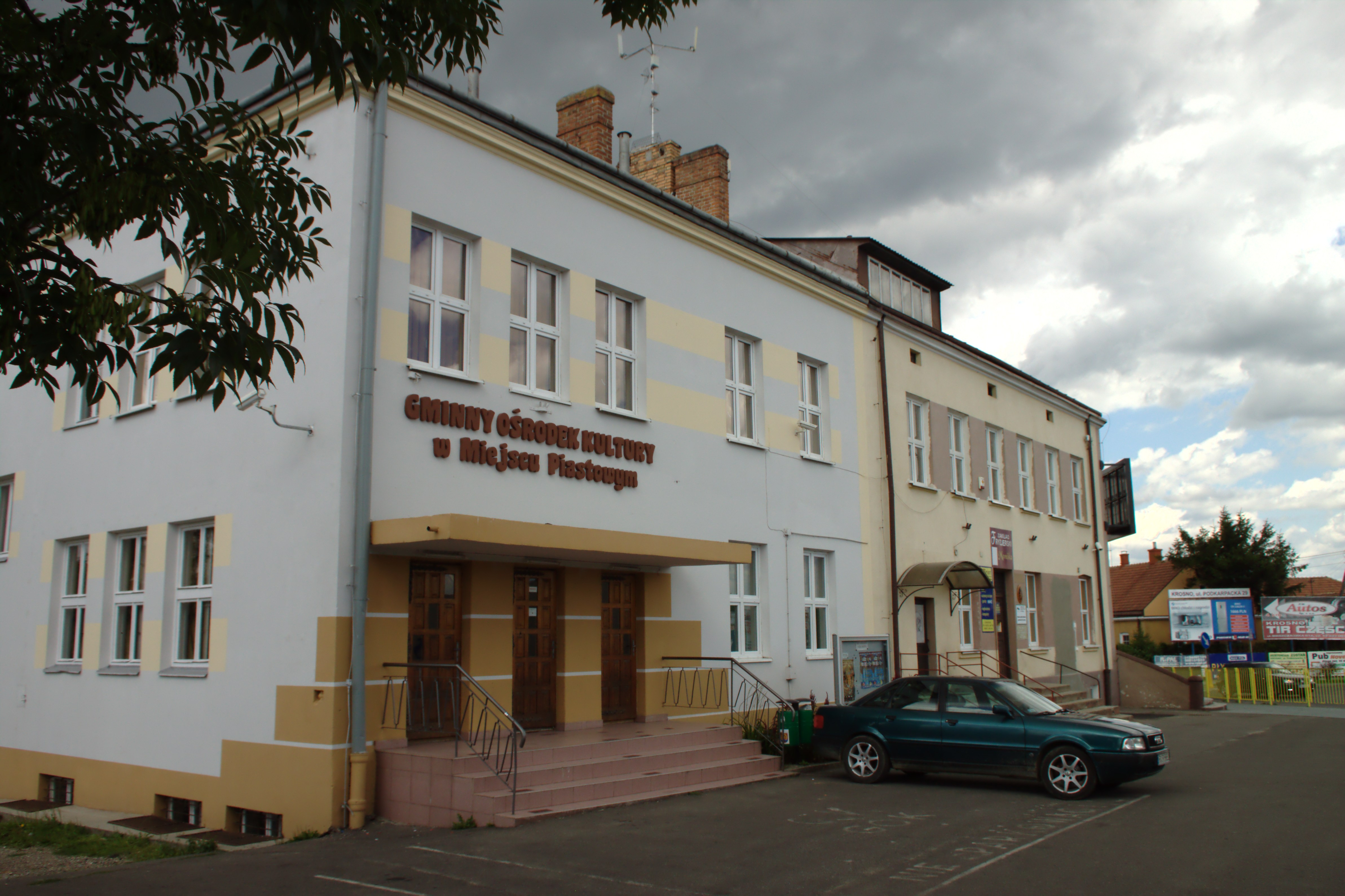
Gminny Dom Kultury Miejsce Piastowe

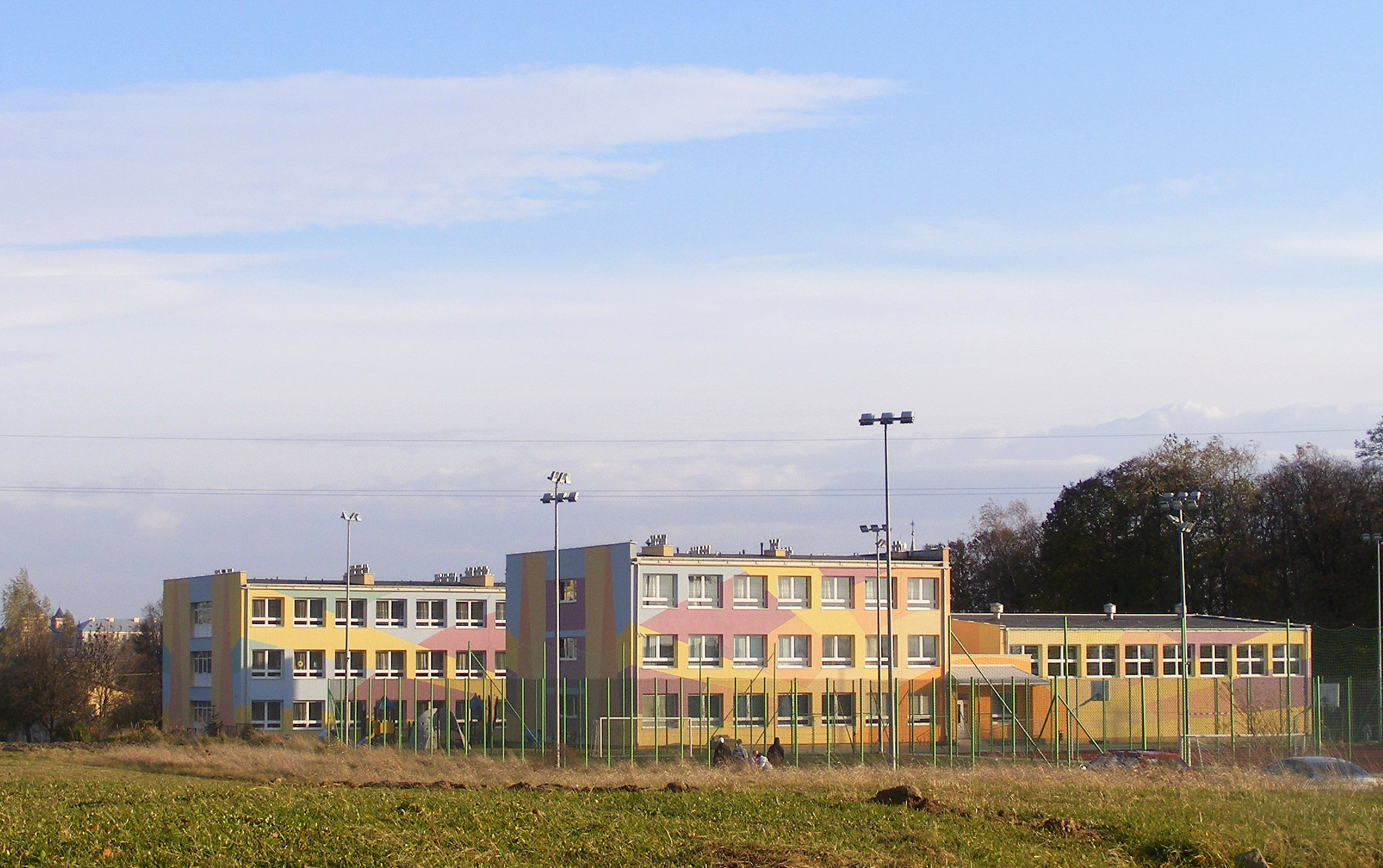
Szkoła podstawowa w Miejscu Piastowym

10 września 1972 r. w czasie obchodów 50-lecia zatwierdzenia zgromadzenia Mszy św. przewodniczył metropolita krakowski Karol Wojtyła, a kazanie wygłosił prymas Polski kard. Stefan Wyszyński.
W 10 czerwca 1997 Zgromadzenie Świętego Michała Archanioła w Miejscu odwiedził Jan Paweł II.
Miejscowość znana jest głównie z sanktuarium św. Michała Archanioła i bł. ks. Markiewicza z figurą Matki Bożej z końca XIX w. W każdą pierwszą sobotę miesiąca od maja do października przybywają tu pielgrzymi na nabożeństwa fatimskie, które są celebrowane przez zaproszonych biskupów.

## Obiekty
- Kościół parafialny Nawiedzenia NMP zbudowany w 1888 r. według projektu prof. Sławomira Odrzywolskiego, wewnątrz gotycka rzeźba Matki Boskiej z Dzieciątkiem (XIV), epitafia rodziny Trzecieskich herbu Strzemię.
- Kościół Matki Bożej Królowej Polski i św. Michała Archanioła wraz z klasztorem michalitów (według projektu prof. Jana Sasa Zubrzyckiego) i Muzeum bł. Bronisława Markiewicza.
- Zespół klasztorny Michalitek i Muzeum Misyjne.
- Dawny dwór Trzecieskich (1791) w parku krajobrazowym (pocz. XIX)[12].
- Kapliczka konfederacka przy budynku zarządcy dworu Trzecieskich.

## Demografia
Wieś liczy ponad 2000 mieszkańców. Powierzchnia miejscowości wynosi 371 ha.

## Współczesność

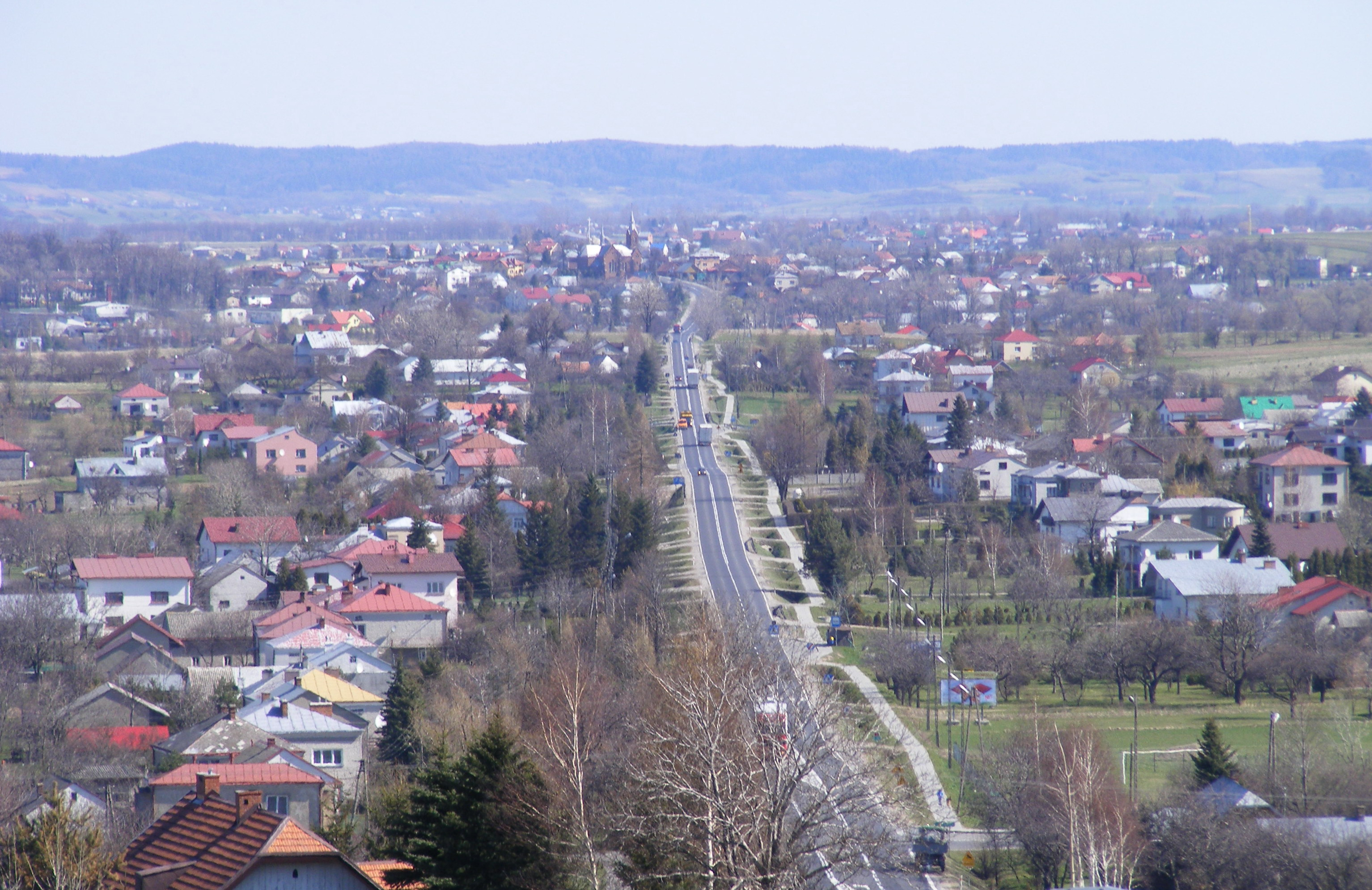
Panorama gminy Miejsce Piastowe z "Góry Rogowskiej". Widoczna droga międzynarodowa E371 (DK-19)

Miejsce Piastowe graniczy z miastem Krosnem oraz z: Iwoniczem, Rogami, Wrocanką, Głowienką, Łężanami i Targowiskami. We wsi znajduje się: urząd gminy, szkoła podstawowa, publiczne gimnazjum, Michalicki Zespół Szkół Ponadgimnazjalnych z internatem, Liceum Ogólnokształcące przy Niższym Seminarium Duchownym, kościół parafialny, Dom Macierzysty Zgromadzenia Księży Michalitów, Dom Centralny S.S. Michalitek, posterunek policji, ośrodek zdrowia, apteki, biblioteka, dom kultury, dom strażaka, poczta, bank z bankomatem oraz liczne zakłady pracy, sklepy, hurtownie, warsztaty usługowe, stacje paliw, bary i pizzerie. Dzięki dobremu położeniu w miejscowości znajduje się Park Handlowy Miejsce Piastowe z hipermarketem OBI.

## Drogi krajowe
Wieś położona przy drodze krajowej 28 Zator – Wadowice – Nowy Sącz – Gorlice – Biecz – Jasło – Krosno – Miejsce Piastowe – Sanok – Medyka.
Z północy od Rzeszowa, prowadzi na południe droga międzynarodowa E371 (DK19) przez Duklę, Barwinek do granicy ze Słowacją. Droga ta stanowiła niegdyś „trakt węgierski”.
Przez wieś planowana jest budowa drogi szybkiego ruchu S-19 wchodzącej w skład Via Carpatia, europejskiej międzynarodowej trasy relacji „północ-południe”. Planowany jest również duży węzeł drogowy z droga krajową nr 28.

## Sławni mieszkańcy
- Anna Kaworek (1872-1936) – Czcigodna Służebnica Boża Kościoła katolickiego, współzałożycielka zgromadzenia Michalitek,
- Bronisław Markiewicz (1842-1912) – błogosławiony Kościoła katolickiego, założyciel zgromadzenia Michalitów,
- Wojciech Borkowski – kompozytor, kierownik muzyczny Teatru Ateneum w Warszawie,
- Józef Węgrzyn (ur. 13 lutego 1943) – polski dziennikarz i producent telewizyjny,
- Kazimierz Józef Węgrzyn (ur. 1947) – poeta,
- Jan Ekiert (1907-1993) – artysta malarz.